# One Manhattan Square
One Manhattan Square (también conocido como 227 Cherry Street o 250 South Street) es un rascacielos residencial que está siendo desarrollado por Extell Development Company en Two Bridges, Manhattan, Nueva York. El proyecto está siendo construido en el sitio de un antiguo supermercado de la cadena Pathmark, que fue demolido en el año 2014. El edificio se alzará 72plantas y 258 m por encima del nivel de suelo, y posiblemente tendrá un nuevo supermercado en la base de la torre. Una vez terminado, el edificio destacará de manera significativa en el contexto del barrio, la siguiente estructura más alta es el Puente de Manhattan con una altura de unos 30 pisos (102 m). En el sitio de la torre principal también se está construyendo de forma separada un complejo de 13 plantas destinada a viviendas de protección oficial, y la finalización está prevista en el 2019.

## Controversia
Los vecinos del barrio reaccionaron inmediatamente al cierre del antiguo supermercado Pathmark, alegando que la gentrificación les impedirá ser capaz de comprar comestibles asequibles. Una vez que el Pathmark cerró, otros supermercados del barrio se volvieron más caros.
Otros residentes de la zona se opusieron al proyecto, porque la torre estaría fuera de contexto con el resto de la vecindad. De hecho, Extell Development Company propuso inicialmente una torre de 68 plantas o de 800 pies en el sitio en 2014, pero más tarde se redujo la escala de la torre a 56 plantas o 700 pies. Existen inquietudes sobre si la infraestructura de tránsito será capaz de soportar este desarrollo.
Además, los residentes de la zona organizaron una protesta en abril de 2015 alegando que el proyecto discrimina los futuros residentes de la parte destina a vivienda de protección oficial de los que ocuparán la torre principal. Algunos afirmaron que la separación de la parte más asequible, limitada a una estructura de 13 plantas, cumplía la función de «puerta para pobres» en el proyecto en conjunto.